# За кожата на едно ченге
„За кожата на едно ченге“ (на френски: Pour la peau d'un flic) е френски криминален трилър от 1981 г., режисиран от Ален Делон, който също участва във филма с главна роля. Филмът излиза на екран на 9 септември 1981 г.

## Сюжет
Внимание:  Текстът по-долу разкрива сюжета на произведението (или части от него)!
На Шукас, бивш полицейски детектив, е възложена задача от възрастна дама, за да разследва изчезването на сляпата ѝ дъщеря Марте. Дамата е убита. С помощта на пенсионирания комисар Хайман и секретаря Шарлот следователят Шукас се опитва да разкрие следите на измама, включваща различни полицейски служби и наркотрафиканти. По време на разследването в апартамента на пострадалия Шукас е нападнат от Прайдър. Той го убива, но съучастникът му успява да избяга. Когато се връща у дома, Шукас избягва засада, направена от комисар Мадриър и го убива, като в резултат на това се озовава в полезрението не само на мистериозна банда, но и на полицията.
Историята продължава с поредица от събития, включително отвличането на Шарлот, спасена в последната минута от нейния работодател. Шукас открива, че е бил натопен от полицейския комисар Коциоли срещу неговите нечестни колеги и рискува да изгуби живота си в опит да открие истината и да свали бандата.

## Български дублаж
| Озвучаващи артисти  | Ани Василева Васил Бинев Силви Стоицов Здравко Методиев |
| Преводач            | Захари Генчев                                           |
| Тонрежисьор         | Стефан Дучев                                            |
| Режисьор на дублажа | Димитър Кръстев                                         |